# Bränntjärnen (Vilhelmina socken, Lappland)
Bränntjärnen är en sjö i Vilhelmina kommun i Lappland och ingår i Ångermanälvens huvudavrinningsområde.